# Żychlin
Żychlin [ˈʒɨxlin] (deutsch Zichlin, älter Sichlin) ist eine Stadt in Polen in der Wojewodschaft Łódź. Die Stadt ist Sitz der gleichnamigen Stadt-und-Land-Gemeinde.

## Geschichte
Die ersten Belege für eine dauerhafte Siedlung an der Stelle des heutigen Żychlin stammen aus der Zeit von 1306–1331. Der Ort gehörte der Szlachtafamilie Lubicz. 1331 gab es im Ort bereits eine Pfarrei. Im selben Jahr wurde der Ort von Prussen niedergebrannt und wurde Eigentum der Familie Żychliński, die bis 1397 Eigentümer blieb. Der genaue Zeitpunkt der Vergabe des Stadtrechts ist nicht bekannt, lag aber vor 1397. Aus 1419 stammt der älteste Beleg eines Stadtrates.
Sigismund I. erteilte der Stadt 1542 das erste Handelsprivileg. Während des Schwedisch-Polnischen Kriegs wurde der Ort in den Jahren 1655 bis 1657 mehrfach zerstört. 1707 bis 1713 wütete die Pest in der Stadt. 1774 eröffnet eine Privatschule. Infolge der Zweiten Teilung Polens wurde die Stadt 1793 Teil Preußens. Mit der Gründung des Herzogtums Warschau wurde Żychlin Teil desselben und 1815 dann Teil Kongresspolens. 1828 öffnete die örtliche Grundschule. 1852 brach die Cholera in der Stadt aus. Der Anschluss an das Schienennetz erfolgte 1862. 1870 verlor der Ort seine Stadtrechte. Zwölf Jahre später wurde eine Feuerwehr in Żychlin gegründet. Im Verlauf des Ersten Weltkrieges wurde die Stadt 1914 bis zum 11. November 1918 von deutschen Truppen besetzt. Im Zweiten Weltkrieg wurde der Ort 1939 von der Wehrmacht besetzt und in den Landkreis Kutno eingegliedert. Am 18. Mai 1943 wurde der Name in Zichlin geändert. Am 18. Januar 1945 erreichte die Rote Armee den Ort, der wieder in Żychlin umbenannt wurde. Bei einer Verwaltungsreform wurde der Ort 1975 Teil der Woiwodschaft Płock. 1984 wurde eine Wasseraufbereitungsanlage in Betrieb genommen. 1995 wurde die Schokoladenfabrik Union Chocolate im Ort eröffnet. Am 16. Juni 1998 wurde Papst Johannes Paul II. Ehrenbürger der Stadt und der Gemeinde. 1999 trat eine weitere Verwaltungsreform in Kraft, in deren Verlauf der Ort Teil der Wojewodschaft Łódź wurde.

### Einwohnerentwicklung
1790 lebten 350 Menschen in der Stadt. 1913 waren es bereits über 5000.

## Politik

### Wappen
Die älteste bekannte Abbildung eines Wappens stammt aus dem Jahr 1535. Es zeigte ein Schloss mit drei Türmen.

## Gemeinde
Die Stadt-und-Land-Gemeinde Żychlin nimmt eine Fläche von 76,65 km² ein und zählt etwa 13.000 Einwohner.